# NME -NEO Musical Express-
『NEO Musical Express』（ネオ・ミュージカル・エクスプレス）は、2015年10月1日 から2019年6月30日までRadio NEOで放送されていたラジオ番組。

## 概要
Radio NEOへの改称前に放送されていた「60☆758 -InterFM Music Mix-」の事実上の後続番組であり、リクエストを受け付けない事・ジングルの変更以外は基本的に変わらない。
番組開始当初は「NME -NEO Musical Express-」として放送されていたが、わずか3ヶ月後の2016年1月からは「NME」の略称は使用されなくなった。
放送時間は度々の時間追加・変更を繰り返しており、基本的にはキー局であるInterFM897の編成変更で大きく左右され、2019年2月現在では大半の時間がネット出来ない枠の穴埋めとして放送されている。
開始当初は洋楽・邦楽を中心に選曲して流していたが、2016年7月頃からはアイドル・ボーカロイド・アニソンなどの楽曲も流れる事が多くなり、同年9月17日（18日未明）にはその3ジャンルに絞って放送するなど行っていたが、その役割は同年10月の改編で開始した「neoneo Mix Zone」が引き継ぎ 当番組ではそれ以降流れる事は無くなった。
2018年4月の改編でフィラー番組のジャンル明確化が図られ、当番組は洋楽のみの選曲に変更された。
また、ゲスト枠は一時期に「S.A.M. -Sunday Artist Mix-」（2018年3月終了）に事実上統一されていたが、2016年4月からは「FEN (Friday Endorphin Night)」（2017年10月終了）、同年7月から9月には再び当番組でも設けられるようになり、現完全にバラバラな状態が続いていた。2018年4月の改編でゲストコーナーが「neoneo Music Zone」・「おたふねお。」のみに変更されたため、当番組でのゲスト枠は廃止となった。
2016年10月の改編で「neoneo Mix Zone」や「FAMILY TUNES」（2017年11月で一度終了、2018年4月から放送再開し、2019年1月5日で終了）など同類の音楽番組が開始されたため、一時期に比べると放送時間は縮小傾向にあったが、2017年4月の改編で「FAMILY TUNES」が終了となり、また「ラジカル NEO ナイト」や「おたふねお。」の放送縮小により、再び放送時間が拡大した。
キー局であるInterFM897のネット時間が徐々に縮小する一方、2017年11月に行われたInterFM897の大幅改編で放送終了となった番組の後枠をネットせず、当番組で穴埋めすると言う場合が一気に増え、現在は週末の大半の時間が当番組で埋め尽くされるという異常な状態になっている。
2018年1月20日放送分より、番組開始以来長らく使用されていたオープニングがリニューアルされた。ジングルの構成に変更は無いが、リニューアル後からは洋楽に加えて邦楽も含めたものになっている。

## 放送時間

### 現在
- 毎週月曜～金曜 24:30 - 25:00〈火曜～土曜 0:30 - 1:00〉（2018年12月31日〈2019年1月1日〉～）
- 毎週土曜 14:00 - 15:00（2019年1月5日～）
- 毎週土曜 21:00 - 22:00（2017年11月4日～）
- 毎週土曜 25:00 - 26:00〈日曜 1:00 - 2:00〉（2018年4月7日〈4月8日〉～）
- 毎週日曜 15:00 - 16:00（2019年2月3日～）

### 過去
- 毎週火曜～金曜 14:00 - 15:00（2015年10月1日～10月30日）
- 毎週日曜 5:00 - 5:30（2015年10月4日～12月27日）
- 毎週土曜 8:00 - 8:30（2016年1月2日～12月31日）
- 毎週日曜 22:00 - 22:30（2016年1月3日～3月27日）
- 毎週土曜 11:00 - 12:00（2016年3月5日～3月26日）
- 毎週土曜 11:30 - 12:00（2016年4月2日～9月24日）
- 毎週日曜 22:00 - 23:00（2016年4月3日～5月1日）
- 毎週土曜 17:00 - 18:00（2016年5月7日～5月28日）
- 毎週日曜 5:00 - 6:30（2016年4月3日～2017年10月29日）
- 毎週日曜 22:00 - 22:30（2016年5月8日～2018年3月25日）
- 毎週月曜～金曜 14:00 - 15:00（2016年7月1日～9月30日）
- 毎週土曜 17:00 - 18:00（2016年7月16日～9月25日）
- 毎週日曜 23:30 - 24:00（2016年8月7日～2017年6月25日）
- 土曜 26:00 - 29:00〈日曜 02:00 - 05:00〉（2016年9月17日〈9月18日〉）
- 毎週日曜 17:30 - 18:00（2016年9月4日～11月27日）
- 毎週日曜 24:30 - 25:00〈月曜 0:30 - 1:00〉（2016年10月2日〈10月3日〉～2017年9月29日〈9月30日〉）
- 土曜 16:00 - 17:00（2016年12月3日）
- 毎週木曜 26:00 - 26:30〈金曜 2:00 - 2:30〉（2017年1月6日〈1月7日〉～3月30日〈3月31日〉）
- 毎週土曜 18:00 - 19:00（2017年3月4日～5月27日）
- 毎週土曜 25:00 - 25:30〈日曜 1:00 - 1:30〉（2017年3月4日〈3月5日〉～6月24日〈6月25日〉）
- 毎週土曜 26:00 - 26:30〈日曜 2:00 - 2:30〉（2017年3月4日〈3月5日〉～9月30日〈10月1日〉）
- 毎週日曜 15:00 - 17:30（2017年11月5日～2018年2月26日）
- 毎週日曜 15:00 - 18:00（2017年3月4日～3月25日）
- 毎週水曜 21:30 - 23:00（2017年7月5日～10月25日）
- 毎週木曜 21:00 - 23:00（2017年7月6日～10月26日）
- 毎週水曜・木曜 21:00 - 23:00（2017年11月1日～2018年3月29日）
- 毎週土曜 10:00 - 12:00（2017年11月4日～2018年3月31日）
- 毎週土曜 14:00 - 15:00（2017年11月4日～2018年3月31日）
- 毎週土曜 19:00 - 20:00（2017年11月4日～2018年3月31日）
- 毎週土曜 23:00 - 24:00（2017年11月4日～2018年3月31日）
- 毎週日曜 20:00 - 21:00（2017年11月5日～3月25日）
- 毎週月曜～金曜 23:00 - 24:00（2018年4月2日～9月28日）
- 毎週月曜～金曜 24:40 - 25:00〈火曜～土曜 0:40 - 1:00〉（2018年4月2日〈4月3日〉～6月29日〈6月30日〉）
- 毎週土曜 14:00 - 15:00（2018年4月7日～6月30日）
- 毎週土曜 17:00 - 18:00（2018年5月5日～5月26日）
- 毎週月曜～木曜 24:40 - 25:00〈火曜～金曜 0:40 - 1:00〉（2018年7月2日〈7月3日〉～9月27日〈9月28日〉）
- 毎週土曜 17:00 - 18:00（2018年7月7日～8月25日）
- 毎週土曜 14:00 - 15:00（2018年8月4日～10月27日）
- 毎週月曜～木曜 24:30 - 25:00〈火曜～金曜 0:30 - 1:00〉（2018年10月1日〈10月2日〉～12月27日〈12月28日〉）

## ゲスト
2015年
- 10月23日：牧野由依
- 10月28日：BEGIN

2016年
- 7月15日：lol
- 7月21日：ヒステリックパニック（コメント出演）
- 7月22日：The Super Ball（コメント出演）
- 7月25日：雨のパレード（コメント出演）
- 8月1日：綾野ましろ
- 8月5日：上間綾乃
- 8月11日：ななみ
- 8月12日：TWEEDEES
- 8月17日：HiGE〈須藤寿のみ）
- 8月18日：UNIONE
- 8月22日：FUKI
- 8月29日：吉澤嘉代子
- 8月31日：chairmans
- 9月2日：WHITE ASH（のび太のみ）
- 9月7日：Lenny code fiction（片桐航のみ）
- 9月13日：HIPPY
- 9月21日：Sky's The Limit
- 9月29日：plenty（江沼郁弥のみ）
- 9月30日：ミソッカス（デストロイはるきち、ノブリルのみ）